# Minyriolus
Minyriolus Simon, 1884 è un genere di ragni appartenente alla famiglia Linyphiidae.

## Distribuzione
Le tre specie oggi attribuite a questo genere sono state rinvenute nella regione paleartica: la specie dall'areale più vasto è la M. pusillus, reperita in varie località dell'intera regione.
In Italia sono stati rinvenuti esemplari di M. phaulobius, endemismo dell'Italia settentrionale, e di M. pusillus sempre in località dell'Italia settentrionale.

## Tassonomia
A dicembre 2011, si compone di tre specie:
- Minyriolus medusa (Simon, 1881) — Europa
- Minyriolus phaulobius (Thorell, 1875) — Italia
- Minyriolus pusillus (Wider, 1834)[4] — Regione paleartica

### Specie trasferite
L'elevato numero di specie trasferite, in proporzione a quelle effettivamente riconosciute, nonché il trasferimento stesso effettuato verso generi tutti diversi fra loro, sono indici della non precisa caratterizzazione delle peculiarità di questo genere:
- Minyriolus aquatilis Crosby & Bishop, 1933; trasferita al genere Baryphyma Simon, 1884.
- Minyriolus arenarius (Emerton, 1911); trasferita al genere Satilatlas Keyserling, 1886.
- Minyriolus castaneus (Emerton, 1882); trasferita al genere Walckenaeria Blackwall, 1833.
- Minyriolus nicaeensis (Simon, 1884); trasferita al genere Mecopisthes Simon, 1926.
- Minyriolus pampia Chamberlin, 1949; trasferita al genere Silometopoides Eskov, 1990.
- Minyriolus plesius Chamberlin, 1949; trasferita al genere Sisis Bishop & Crosby, 1938.
- Minyriolus setifer Denis, 1962; trasferita al genere Bursellia Holm, 1962.

### Nomina dubia
- Minyriolus australis Simon, 1902; esemplare femminile, rinvenuto in Argentina, a seguito di un lavoro dell'aracnologo Miller del 2007, è da ritenersi nomen dubium[1].
- Minyriolus columbinus (L. Koch, 1869); esemplare maschile, reperito in Austria e originariamente ascritto al genere Erigone Audouin, 1826, e poi trasferito qui da un lavoro di Simon del 1884, a seguito di uno studio dell'aracnologo Thaler del 1991 è da ritenersi nomen dubium[1].